# Приморский район (Крым)
Примо́рский райо́н (укр. Приморський район) — упразднённая административно-территориальная единица Крымской АССР и Крымской области. Располагался на Керченском полуострове, занимая восток территории нынешних Ленинского района и Керченского горсовета, восточнее примерной линии: село Верхнезаморское — озеро Узунлар. Район был образован, как Маяк-Салынский, в 1935 году выделением части Ленинского. Указом Президиума Верховного Совета РСФСР от 14 декабря 1944 года Маяк-Салынский район был переименован в Приморский. 19 сентября 1947 года райцентр был перенесён в Керчь.
По данным всесоюзной переписи населения 1939 года численность жителей района составила 28415 человек. В национальном отношении было учтено:
| Национальность  | Численность |
| --------------- | ----------- |
| Русские         | 16832       |
| Украинцы        | 4523        |
| Крымские татары | 4064        |
| Болгары         | 1860        |
| Евреи           | 174         |
| Армяне          | 120         |
| Греки           | 74          |

На 1948 год район включал следующие населённые пункты:

| - Александровка - Алексеевка - Андреевка - Аршинцево - Белинское - Бондаренково - Борисовка - Верхне-Заморское - Войково - Восход - Высокое - Вязниково - Героевское - Глазовка - Горностаевка - Голубое - Державино - Егорово - Заветное - Золотая - Каменка - Коренково | - Костырино - Красная Поляна - Кутиково - Марфовка - Марьевка - Мирошниково - Мысовая - Нижне-Заморское - Нижний Кучугень - Новиково - Новониколаевка - Ново-Отрадное - Огоньки - Огородное - Окопная - Орловка - Памятная - Партизаны - Пащенково - Приморское - Причальное | - Приозёрное - Просторное - Прудниково - Пташкино - Репьёвка - Светлячки - Синягино - Сокольское - Станционная - Старожилово - Стрелковое - Тамарино - Тарасовка - Тасуново - Трёхгорная - Фадеево - Челябинцево - Черняково - Чистополье - Юркино - Яковенково |

На 1960 год площадь района равнялась 1377,3 км². Указом Президиума Верховного Совета УССР от 30 декабря 1962 года «Об укрупнении сельских районов Крымской области», Приморский район был упразднён и территория вновь включена в состав Ленинского.